# Zoquiapa, Veracruz
Zoquiapa är en ort i Mexiko.   Den ligger i kommunen Naranjal och delstaten Veracruz, i den sydöstra delen av landet, 240 km öster om huvudstaden Mexico City. Zoquiapa ligger 983 meter över havet och antalet invånare är 376.
Terrängen runt Zoquiapa är kuperad åt nordost, men åt sydväst är den bergig. Runt Zoquiapa är det ganska tätbefolkat, med 100 invånare per kvadratkilometer. Närmaste större samhälle är Córdoba, 12,1 km norr om Zoquiapa. I omgivningarna runt Zoquiapa växer i huvudsak städsegrön lövskog.